# Stockturm (Nienburg/Weser)

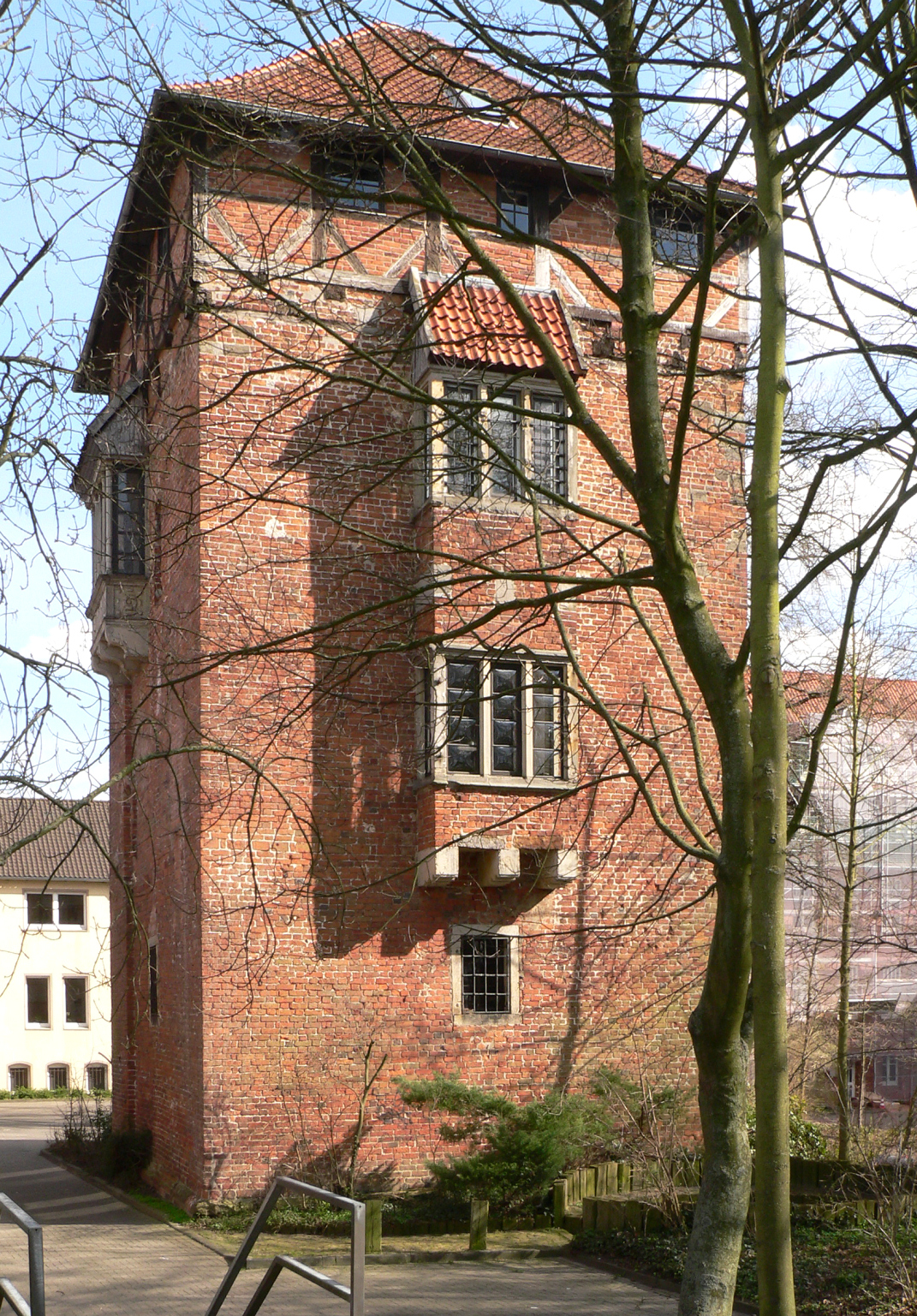
Der Stockturm von der Weser aus gesehen, letzter Rest von Schloss Nienburg

Der Stockturm in Nienburg/Weser war ein Teil von Schloss Nienburg, das den Grafen von Hoya gehörte.

## Beschreibung
Der Stockturm ist ein freistehender Turm aus Backstein und trägt Stilelemente der Renaissance. Ein Treppenhaus befindet sich an der Ostseite des Turms. An den Ost-, Süd- und Westseiten befinden sich Erker. Das oberste der vier Geschosse ist in Fachwerk ausgeführt. Das Dach ist ein einfaches Pyramidendach aus roten Ziegeln.
Es ist nicht bekannt, welchen Zweck der Stockturm ursprünglich hatte. Zum Teil wird er als Batterieturm bezeichnet. Er war Teil von Schloss Nienburg, das aus einer Wasserburg hervorgegangen ist. Das Schloss war eine selbstständige Wehranlage innerhalb der Stadtbefestigung Nienburg. Auf einem Merian-Kupferstich von 1647 ist neben dem Hauptturm des Schlosses ein kleinerer Turm zu sehen, der dem heutigen Stockturm etwas ähnelt. Es handelte sich vermutlich um einen Wehr- oder Wohnturm. Möglicherweise ist der Turm früher höher gewesen oder hatte einen anderen Dachabschluss.

## Geschichte
Der Turm entstand in der ersten Hälfte des 16. Jahrhunderts. Zur selben Zeit bauten die Grafen von Hoya die Nienburg zu einem repräsentativen Schloss aus. Vorbilder waren die Schlösser Stadthagen und Bückeburg. Nach dem Tod des letzten Grafen von Hoya (1582) diente das Schloss als Sitz des Drosten der Herzöge zu Braunschweig-Lüneburg und als Amtssitz. Während des Dreißigjährigen Krieges wurden das Schloss und Nebengebäude teilweise zerstört und nach dem Dreißigjährigen Krieg vollständig abgerissen. Nur der Stockturm blieb erhalten. Die Fläche des ehemaligen Schlosses und der Festungsanlagen wurde im 17. und 18. Jahrhundert mit Militärbaracken bebaut. Im 19. und 20. Jahrhundert folgten Amtsgericht, Landratsamt, Gefängnis, Baugewerkschule (später Fachhochschule, heute Polizeiakademie Niedersachsen) und Kreishaus und im 21. Jahrhundert ein Elektronikfachmarkt. Zeitweise befand sich dort auch ein Busbahnhof.
Der Stockturm diente nach Abriss des Schlosses als Gefängnisturm („im Stock“ = gefangen). Der Name beruht offensichtlich wie beim Stockhof Hameln darauf, dass die Gefangenen wegen der Fluchtgefahr nachts an einen Stock angeschlossen waren. 1975 wurde der Turm von Stockturm e. V. renoviert und seitdem vom Rühmkorffbund (Verein der ehemaligen Nienburger Fachhochschulstudenten) als Museum und vom Corps Hannoverania (eine Studentenverbindung) als Verbindungshaus genutzt. Des Weiteren befinden sich im Turm mehrere Zimmer, die an Studenten vermietet werden.

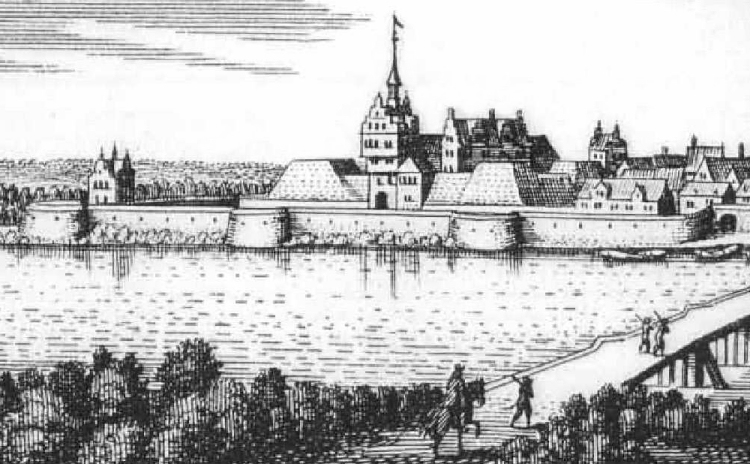
Kupferstich nach Merian von 1647 mit dem Nienburger Schloss und dem Stockturm, links
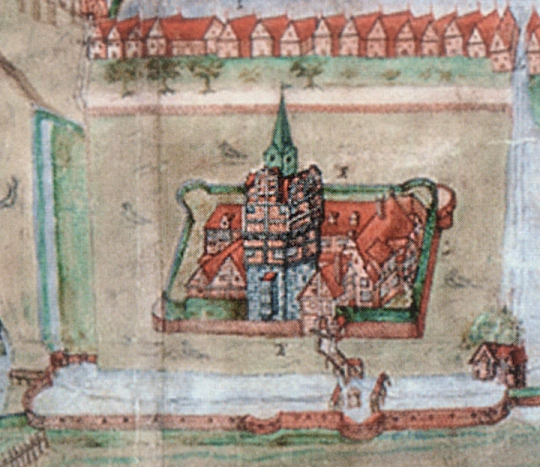
Schloss Nienburg mit dem Stockturm auf einem Stadtplan von Nienburg, 1634
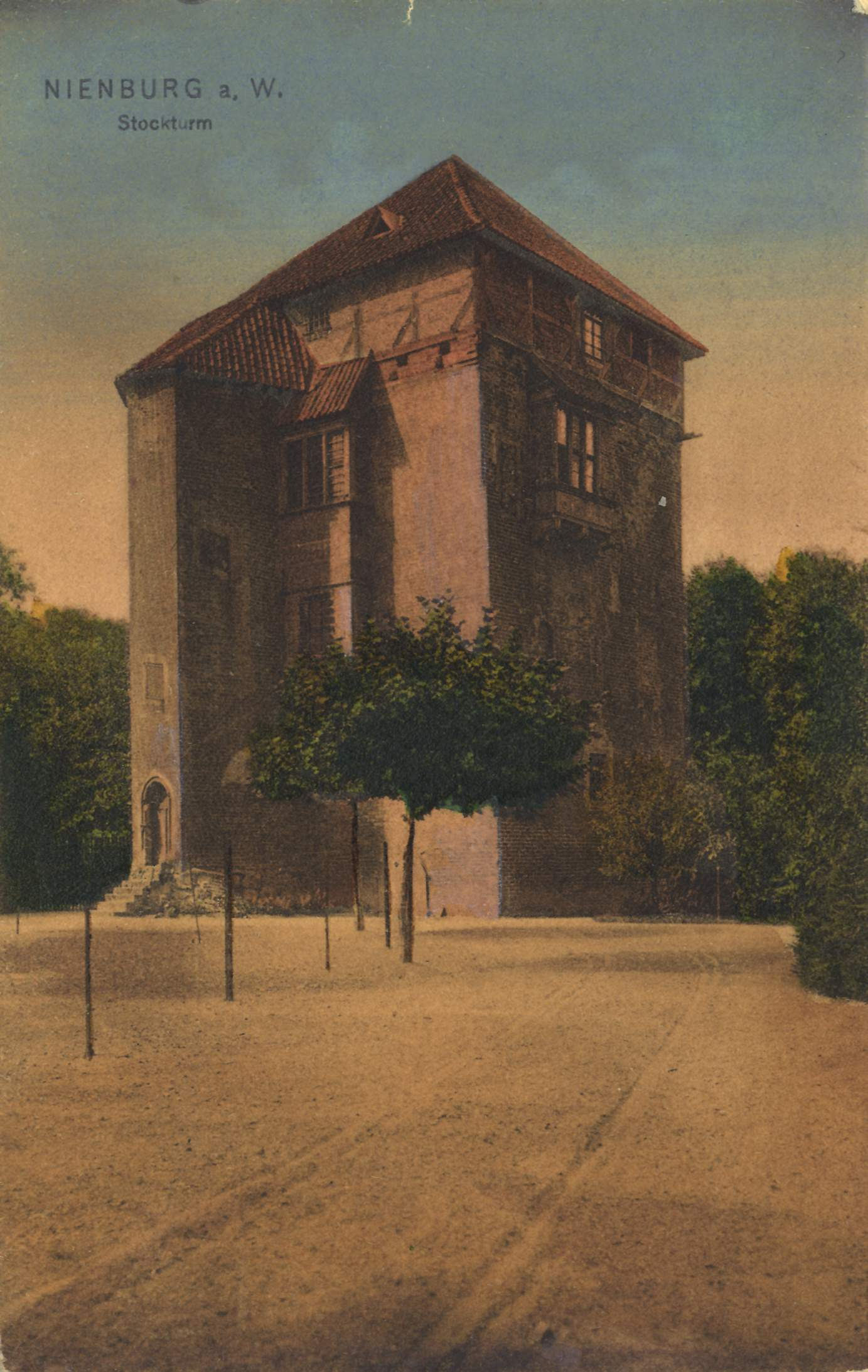
Stockturm, 1912